# 羽後武夫
羽後 武夫（うご たけお、本名：武藤幸作、1928年4月19日 - 1989年8月16日）は、秋田県仙北郡出身の元プロボクサー・審判員。元日本ウェルター級チャンピオン。

## 経歴
1949年にアマチュアから転向、フェザー級でプロデビューしたが、いきなりの敗北で自信を喪失し引退。しかし10か月後にウェルター級でカムバック。
1952年、椎名勇夫の持つウェルター級タイトルに挑戦、チャンピオンとなる。その余勢を駆って名手辰巳八郎のミドル級王座も狙ったが、これは失敗。ウェルター級のタイトルをその辰巳に奪われ、その後辰巳の返上した王座を大貫照雄から奪還するが、大貫との再戦に敗れ無冠に。
1954年、ソムデス・ヨントラキットの東洋太平洋ウェルター級王座に挑んだが失敗。柔軟な身体を利用した戦法から「コンニャクの羽後」と呼ばれた技巧派。後に審判員となった。
1975年7月、マレーシア・クアラルンプールにて行われた世界ヘビー級タイトルマッチ、モハメド・アリ対ジョー・バグナー戦において、東洋人として初めて主審に選ばれる。1989年8月16日、脳梗塞により逝去。

## 通算戦績
37戦20勝（3KO）9敗6引分け2EX